# Magnolia (film)

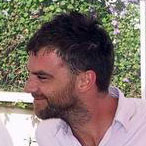
Magnolia werd geregisseerd door Paul Thomas Anderson

Magnolia is een Amerikaanse dramafilm uit 1999, geschreven en geregisseerd door Paul Thomas Anderson. De film werd genomineerd voor de Oscars voor beste scenario, beste filmmuziek (grotendeels geschreven en gezongen door Aimee Mann) en beste bijrolspeler (Tom Cruise).
Meer dan vijftien filmprijzen werden Magnolia daadwerkelijk toegekend, waaronder een Golden Globe (voor Cruise), een Gouden Beer, drie National Board of Review Awards (voor bijrolspeler Philip Seymour Hoffman, bijrolspeelster Julianne Moore en voor het samenspel van alle acteurs) en een Special Achievement Award voor de gehele ploeg bij de uitreiking van de Satellite Awards.

## Vertelstructuur
Magnolia wijkt in haar vertelstructuur af van wat op dat moment gewoon was in Hollywood. Magnolia verweeft de levens van negen verschillende personages die in San Fernando Valley, Californië leven. De personages worden apart behandeld, maar zijn toch langs verschillende wegen met elkaar verbonden. De karakters ervaren negatieve momenten in hun leven en uiteindelijk draait het in de film om vergeving. Dit vanuit het gegeven in de film dat "wanneer je wel klaar bent met het verleden, het verleden nog niet klaar hoeft te zijn met jou", wat evenals het centrale thema 'toeval' als een rode draad door de film loopt.

## Rolverdeling
| Acteur                 | Personage            |
| ---------------------- | -------------------- |
| Tom Cruise             | Frank T.J. Mackey    |
| Melinda Dillon         | Rose Gator           |
| April Grace            | Gwenovier            |
| Luis Guzmán            | Luis                 |
| Philip Baker Hall      | Jimmy Gator          |
| Philip Seymour Hoffman | Phil Parma           |
| Ricky Jay              | Burt Ramsey          |
| William H. Macy        | Donnie Smith         |
| Alfred Molina          | Solomon Solomon      |
| Julianne Moore         | Linda Partridge      |
| John C. Reilly         | Officer Jim Kurring  |
| Jason Robards          | Earl Partridge       |
| Melora Walters         | Claudia Wilson Gator |
| Jeremy Blackman        | Stanley Spector      |
| Orlando Jones          | Worm                 |
| Henry Gibson           | Thurston Howell      |
| Michael Murphy         | Alan Kligman Esq.    |
| Michael Bowen          | Rick Spector         |
| Felicity Huffman       | Cynthia              |
| Genevieve Zweig        | Mrs. Godfrey         |

## Prijzen en nominaties
| Jaar | Prijs                                                                   | Genomineerde(n)                                          | Uitslag     |
| ---- | ----------------------------------------------------------------------- | -------------------------------------------------------- | ----------- |
| 2000 | Golden Globe Award for Best Supporting Actor - Film                     | Tom Cruise                                               | Gewonnen    |
| 1999 | Toronto Film Critics Association Award for Best Picture                 | Paul Thomas Anderson                                     | Gewonnen    |
| 1999 | Toronto Film Critics Association Award for Best Director                | Paul Thomas Anderson                                     | Gewonnen    |
| 1999 | Toronto Film Critics Association Award for Best Screenplay              | Paul Thomas Anderson                                     | Gewonnen    |
| 2000 | Golden Berlin Bear                                                      | Paul Thomas Anderson                                     | Gewonnen    |
| 2000 | Reader Jury of the Berliner Zeitung                                     | Paul Thomas Anderson                                     | Gewonnen    |
| 2000 | Blockbuster Entertainment Award for Favorite Supporting Actor - Drama   | Tom Cruise                                               | Gewonnen    |
| 2000 | Chicago Film Critics Association Award for Best Supporting Actor        | Tom Cruise                                               | Gewonnen    |
| 2000 | Chlotrudis Award for Best Supporting Actor                              | Philip Seymour Hoffman                                   | Gewonnen    |
| 2000 | Chlotrudis Award for Best Film                                          |                                                          | Gewonnen    |
| 2001 | Guldbagge Award for Best Foreign Film                                   |                                                          | Gewonnen    |
| 1999 | National Board of Review Award for Best Acting by an Ensemble           | Tom Cruise, Pat Healy, Julianne Moore, Genevieve Zweig   | Gewonnen    |
| 1999 | National Board of Review Award for Best Supporting Actor                | Philip Seymour Hoffman                                   | Gewonnen    |
| 1999 | National Board of Review Award for Best Supporting Actress              | Julianne Moore                                           | Gewonnen    |
| 2000 | Golden Bear                                                             | Paul Thomas Anderson                                     | Gewonnen    |
| 1999 | Academy Award for Best Original Screenplay                              | Paul Thomas Anderson                                     | Genomineerd |
| 1999 | Academy Award for Actor in a Supporting Role                            | Tom Cruise                                               | Genomineerd |
| 2000 | Academy Award for Best Original Song                                    | Aimee Mann                                               | Genomineerd |
| 2000 | Golden Globe Award for Best Supporting Actor - Film                     | Tom Cruise                                               | Genomineerd |
| 1999 | BFCA Critics' Choice Award for Best Picture                             |                                                          | Genomineerd |
| 2000 | Satellite Award for Best Film 2013 Drama                                | New Line Cinema                                          | Genomineerd |
| 2000 | Satellite Award for Best Director                                       | Paul Thomas Anderson                                     | Genomineerd |
| 2000 | Satellite Award for Best Supporting Actor u2013 Drama                   | Tom Cruise                                               | Genomineerd |
| 2000 | Screen Actors Guild Award for Best Supporting Actress - Motion Picture  | Julianne Moore                                           | Genomineerd |
| 2000 | Screen Actors Guild Award for Best Supporting Actor - Motion Picture    | Tom Cruise                                               | Genomineerd |
| 2000 | Screen Actors Guild Award for Best Cast in a Motion Picture             | Jeremy Blackman, Tom Cruise, Melinda Dillon, April Grace | Genomineerd |
| 2000 | Satellite Award for Best Original Screenplay                            | Paul Thomas Anderson                                     | Genomineerd |
| 2000 | Blockbuster Entertainment Award for Favorite Supporting Actress - Drama | Julianne Moore                                           | Genomineerd |
| 2000 | Bodil Award for Best American Film                                      | Paul Thomas Anderson                                     | Genomineerd |
| 2000 | Chicago Film Critics Association Award for Best Director                | Paul Thomas Anderson                                     | Genomineerd |
| 2000 | Chicago Film Critics Association Award for Best Screenplay              | Paul Thomas Anderson                                     | Genomineerd |
| 2000 | Chicago Film Critics Association Award for Best Picture                 |                                                          | Genomineerd |
| 2000 | Chlotrudis Award for Best Cinematography                                | Robert Elswit                                            | Genomineerd |
| 2000 | Chlotrudis Award for Best Director                                      | Paul Thomas Anderson                                     | Genomineerd |
| 2001 | Empire Award for Best Director                                          | Paul Thomas Anderson                                     | Genomineerd |
| 2001 | Empire Award for Best Film                                              |                                                          | Genomineerd |
| 2000 | Golden Globe Award for Best Original Song                               | Aimee Mann                                               | Genomineerd |
| 2000 | Nastro d'Argento Best Director for Foreign Film                         | Paul Thomas Anderson                                     | Genomineerd |
| 2000 | Las Vegas Film Critics Society Award for Best Song                      |                                                          | Genomineerd |
| 2000 | Las Vegas Film Critics Society Award for Best Picture                   |                                                          | Genomineerd |
| 2000 | Online Film Critics Society Award for Best DVD                          |                                                          | Genomineerd |